# Роберт Фаулер (велогонщик)
Роберт Фаулер (англ. Robert Fowler, 5 грудня 1931 — 27 грудня 2001) — південноафриканський велогонщик.
Срібний призер Олімпійських Ігор 1952 року в командній гонці переслідування на 4000 м, учасник 1956, 1960 років.